# William David
Pour les articles homonymes, voir David.
William David est un pilote et moniteur automobile français, né le 21 février 1969 à Pau.
Il est actuellement manager du Centre Alpine à Marseille.

## Biographie
William David commence sa carrière en Formule Ford, catégorie dans laquelle il devient Champion de France en 1989.
Après avoir été pilote Marlboro, la loi Evin met un coup de frein à sa carrière.
Il rebondit en 1992 dans les championnats de France et d’Europe de Peugeot 905 Spider. 
En 1994, il devient champion de France de cette catégorie et, est engagé sur conseils de Jean-Pierre Nicolas, par l'équipe Welter Racing pour disputer les 24 Heures du Mans 1995.
Il rentre dans l’histoire des 24 heures du Mans, puisqu’il réalise la pole position pour sa première participation.
Après avoir remporté le championnat de France de Supertourisme en 1999 et 2000 sur Peugeot 406 berline, il devient pilote usine Peugeot en 2001 et 2002. William David finit les deux saisons troisième au classement du championnat de France de Supertourisme sur Peugeot 406 Coupé Silhouette. 
Après 2 saisons en Seat Leon Super Copa, William participe au GT Tour au volant d'une Audi R8 LMS.
Sa dernière course est effectuée lors des 12 heures du Mugello 2015 avec le team Altran.

## Palmarès
- 1989 : Champion de France de Formule Ford
- 1993 : 3e du Championnat de France de Peugeot 905 Spider
- 1994 : Champion de France de Peugeot 905 Spider
- 1995 : Pole position au 24 Heures du Mans
- 1999 : Champion de France de Supertourisme
- 2000 : Champion de France de Supertourisme
- 2001 : 3e du Championnat de France de Supertourisme
- 2002 : 3e du Championnat de France de Supertourisme
- 2003 : 3e de la Coupe de France GT